# "Tito" Manuel Gómez
"Tito" Manuel Gómez (San Miguel de Tucumán, Tucumán; 25 de febrero de 1943) fue un futbolista argentino que jugaba como volante.

## Trayectoria

### Atlético Tucumán
Gómez debutó a los 17 años en Atlético Tucumán en 1960, en una época gloriosa de la institución, dónde el Decano venía de ganar 3 ligas al hilo. En 1960 se corona campeón de la Liga Tucumana, en lo que sería cuarta consecutiva. En 1961 y 1962 volvió a coronarse campeón, en lo que fue la quinta y la sexta para el club, en una racha que llegaría hasta el octacampeonato, en 1964. En 1963 es transferido a San Lorenzo, yéndose tricampeón tucumano con apenas 19 años.

### San Lorenzo
En 1963 llega a San Lorenzo, en donde estaría hasta 1964.

### Huracán
En 1965 pasa al clásico de San Lorenzo, Huracán. En el globo le fue significativamente mejor que en el ciclón, llegando a jugar más de 100 partidos con el club de Parque Patricios. En Huracán jugó hasta 1970.

### Atlético Nacional
En 1971 se muda a Colombia para jugar en Atlético Nacional. En su primer año en Nacional clasificó al cuadrangular final del campeonato colombiano 1971, en dónde terminaría empatado en puntos con Independiente Santa Fé, teniendo que jugar un  desempate, debido a que en los dos primeros partidos finales en Bogotá y Medellín terminaron empatados, el campeón se definió en Cali, dónde el ganador fue el equipo de la capital colombiana. En 1973 finalmente se coronó campeón al ganar el triangular final, superando a Millonarios y Deportivo Cali. En el campeonato siguiente se quedó a las puertas del bicampeonato, pero quedó por detrás de Deportico Cali en el hexagonal final.

### Almagro
En 1976 volvió a Argentina para jugar en Almagro, que disputaba la segunda división. Finalmente le pondría fin a su carrera.

## Clubes
| Club              | País      |
| ----------------- | --------- |
| Atlético Tucumán  | Argentina |
| San Lorenzo       | Argentina |
| Huracán           | Argentina |
| Atlético Nacional | Colombia  |
| Almagro           | Argentina |

## Palmarés
| Título        | Equipo            | País      | Año  |
| ------------- | ----------------- | --------- | ---- |
| Liga Tucumana | Atlético Tucumán  | Argentina | 1960 |
| Liga Tucumana | Atlético Tucumán  | Argentina | 1961 |
| Liga Tucumana | Atlético Tucumán  | Argentina | 1962 |
| Primera A     | Atlético Nacional | Colombia  | 1973 |